# エル・テハノ
エル・テハノ（El Texano）のリングネームで知られるフアン・コンラード・アギラール・ハウレギ（Juan Conrado Aguilar Jáuregui、1958年11月26日 - 2006年1月15日）は、メキシコ・グアダラハラ出身のプロレスラー。
実子はテハノ・ジュニア、スペル・ノバ。エル・ダンディはいとこ。バケーロは甥。

## 来歴
1972年2月1日にデビュー。EMLL（現：CMLL）やWWA、UWA、アメリカではWCCW、WCW、晩年はAAAに上がった。日本には1981年10月、エル・シグノ&ネグロ・ナバーロとのトリオ、ロス・ミシオネロス・デ・ラ・ムエルテ（Los Misioneros de la Muerte）として新日本プロレスに初来日。以降旧UWF、ユニバーサル・プロレスリング、W★INGプロモーション、IWA・JAPANに参戦した。2006年、病気で死去。

## 得意技
- パワーボム
- ラリアット

## 獲得タイトル
- 連邦区タッグチーム王座（w/ ネグロ・ナバーロ）
- UWA世界ウェルター級王座
- UWA世界ミドル級王座
- UWA世界ライトヘビー級王座
- UWA世界6人タッグ王座（w/ ネグロ・ナバーロ、エル・シグノ）
- WWA世界タッグチーム王座：2（w/ シルバー・キング）
- IWA世界タッグチーム王座（w/ シルバー・キング）
- CMLL世界タッグチーム王座（w/ シルバー・キング）
- WWC認定ジュニアヘビー級王座
- メキシコナショナルタッグチーム王座（w/ ピラタ・モルガン）

## 入場テーマ曲
「La Banda el Recodo」ケ・ボニータ